# Pomelo

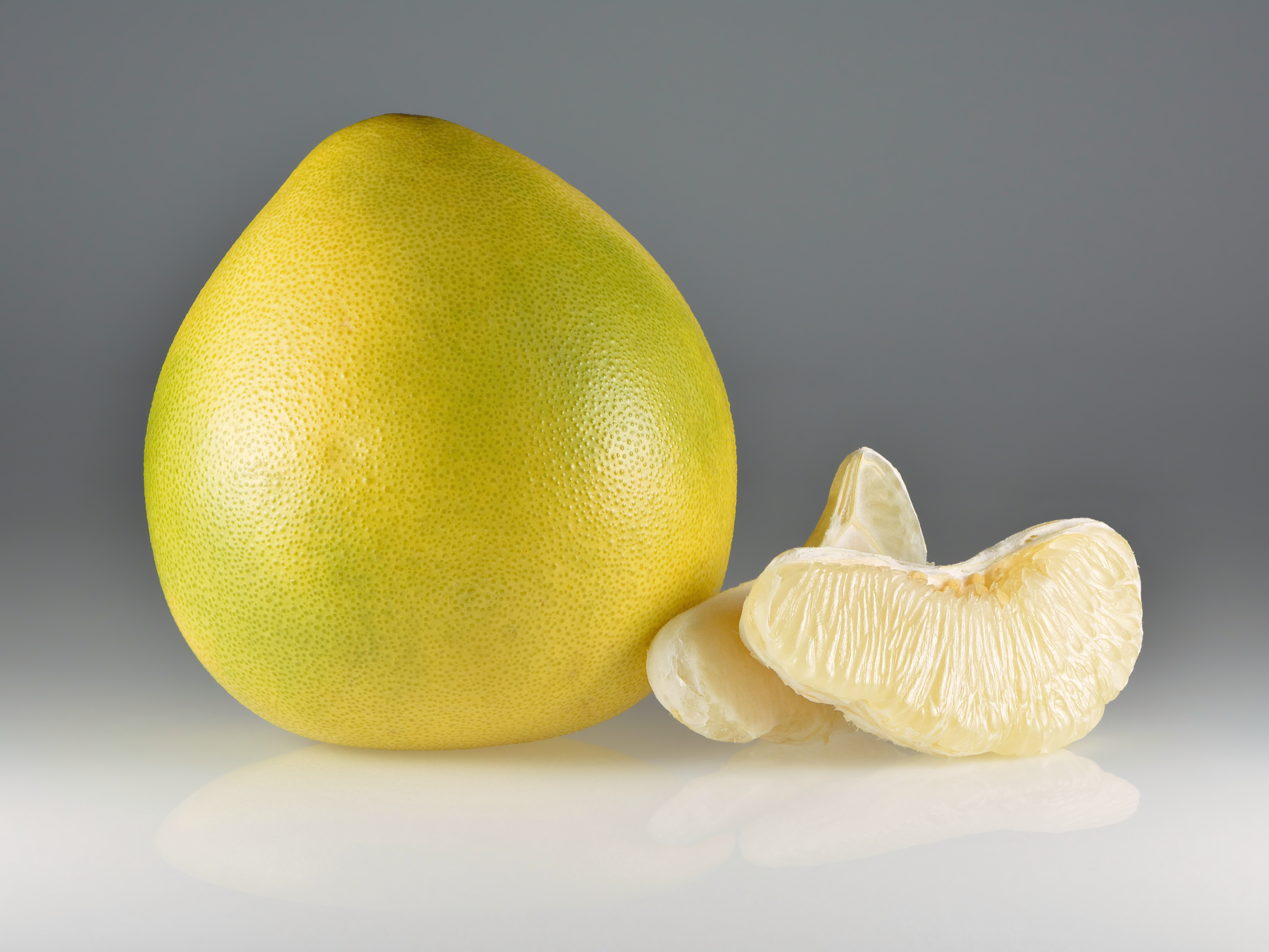
Pomelo-Frucht

Pomelo (Betonung auf dem e) ist im deutschen Sprachraum ein Handelsname für verschiedene Kulturpflanzen-Sorten von Pampelmusen. Pomelos sind keine eigene Art; die als Pomelos bezeichneten Sorten gehören taxonomisch zur Pampelmuse (Citrus maxima), auch wenn sie einen kleineren Erbanteil von der Grapefruit (Citrus paradisi) haben.
Die Früchte der Pomelo schmecken milder als die anderer Pampelmusen und haben auch sonst leicht andere Eigenschaften.
Der Name Pomelo wird in verschiedenen Sprachen mit leicht verschiedener Bedeutung verwendet. Im Englischen steht pomelo für Pampelmusen einschließlich Pomelos, im Französischen für Grapefruits, und im Spanischen für Grapefruits und Pampelmusen einschließlich Pomelos. Im Nahen Osten, speziell in der Levante, ist die Frucht auch unter dem Namen Bomali oder Pomaly (Arabisch بومَلي) bekannt.

## Beschreibung

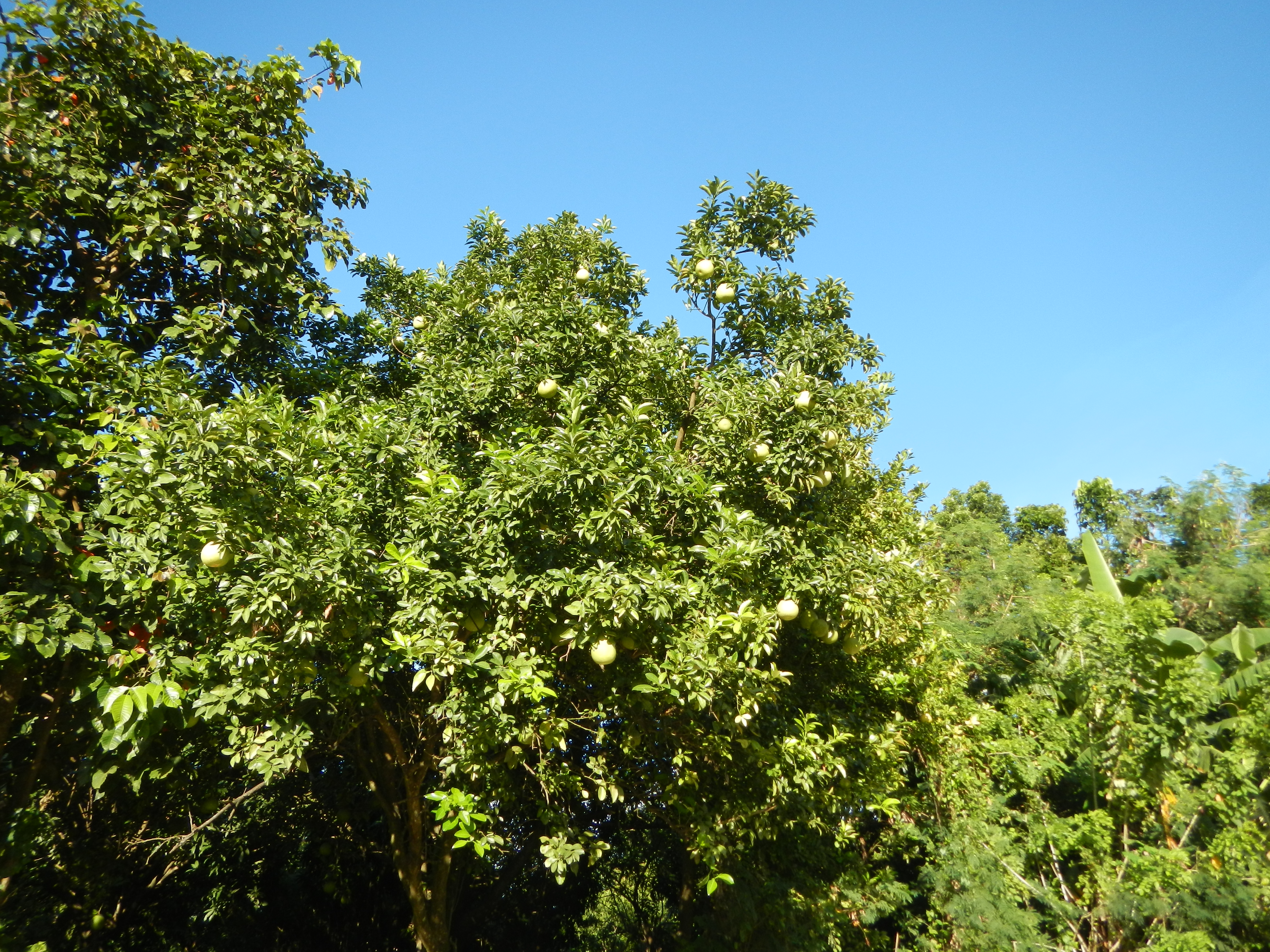
Pomelos auf den Philippinen

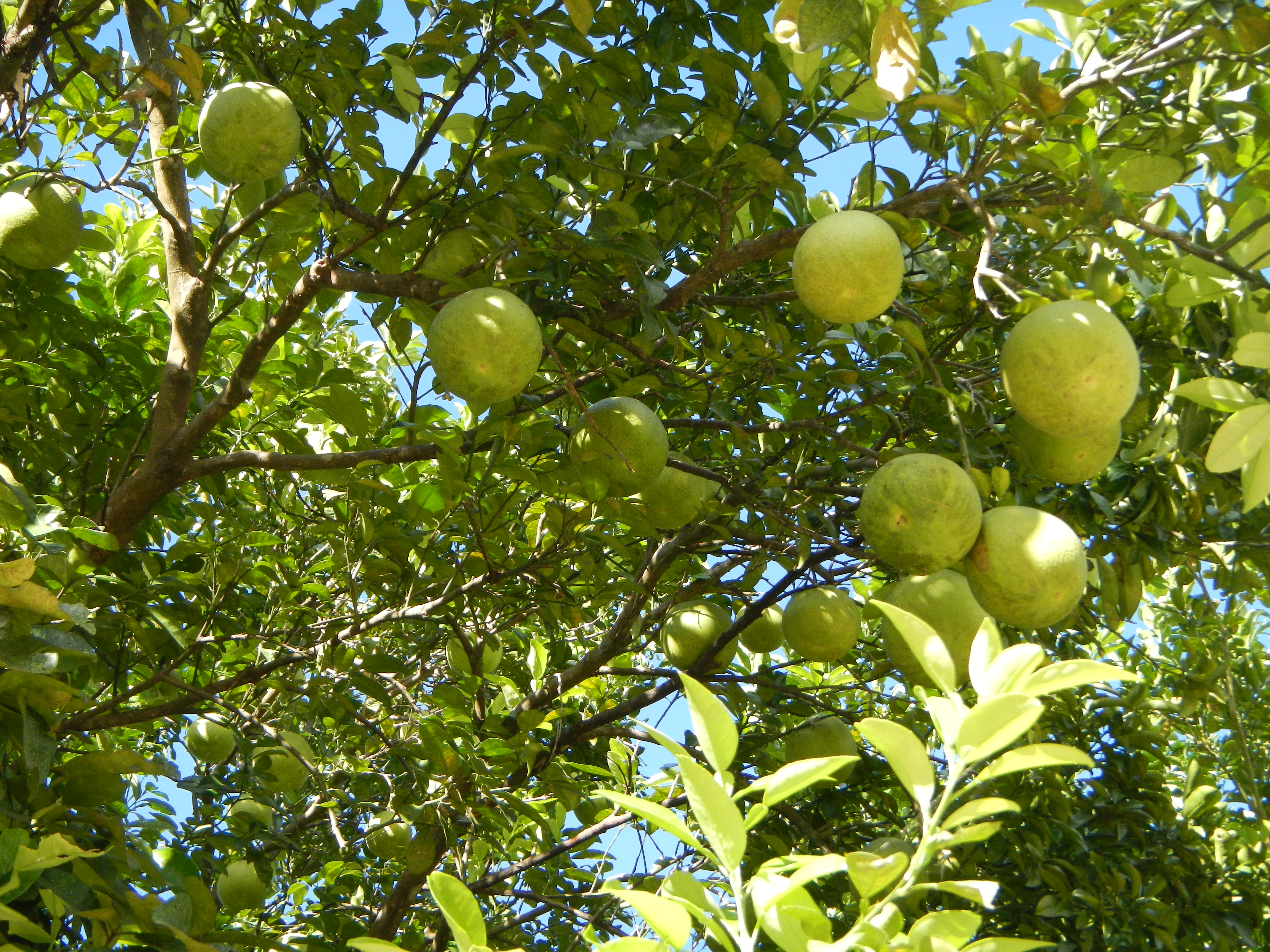
Pomelos auf den Philippinen

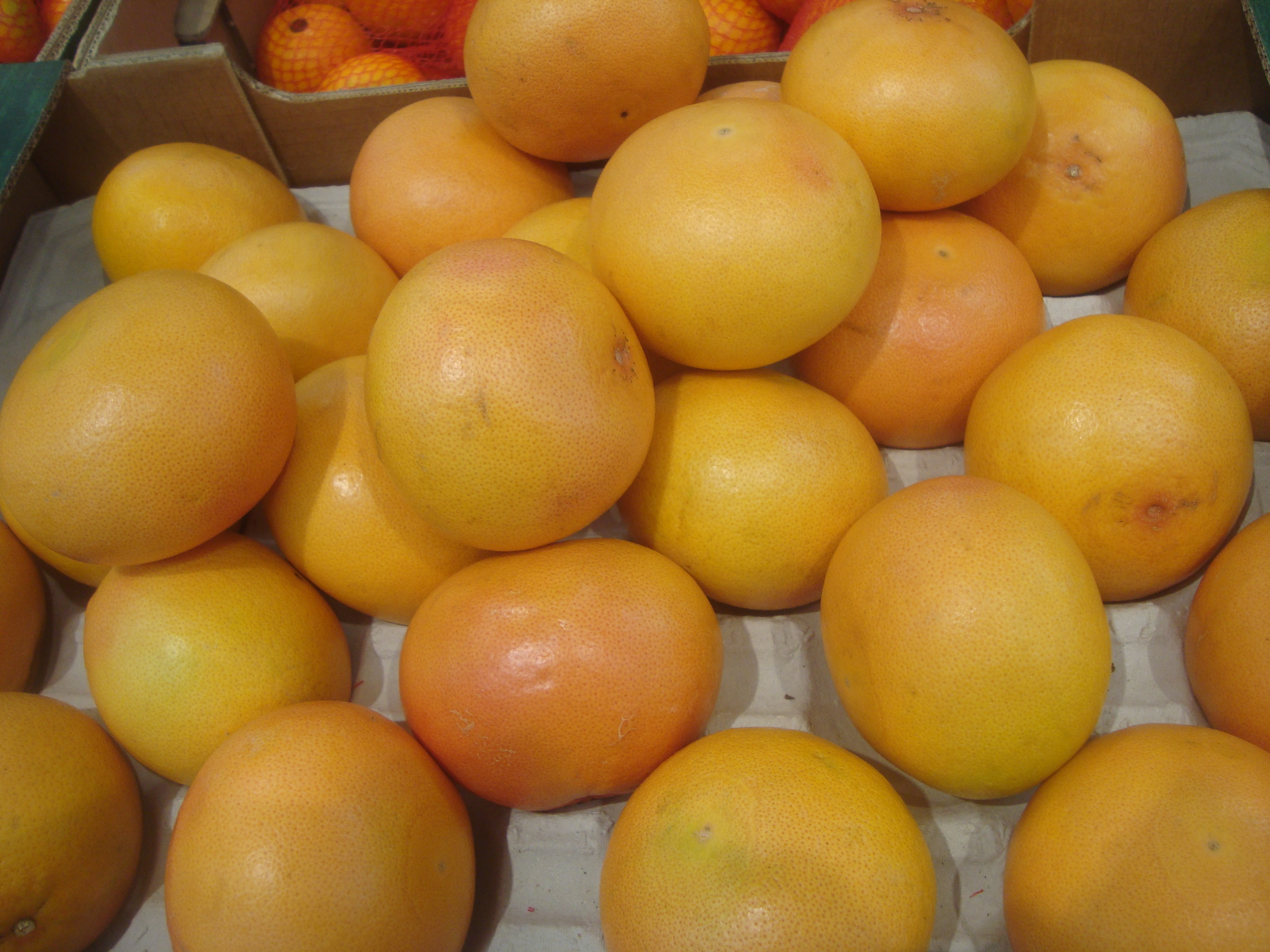
Pomelos

Die Pomelo gleicht in ihren allgemeinen Eigenschaften der Pampelmuse. Der immergrüne Baum kann bis zu 15 Meter (m) hoch werden; im kommerziellen Anbau wird er aber meist deutlich niedriger geschnitten. Er benötigt warmes, frostfreies Klima. Die Früchte sind rund bis birnenförmig und wiegen 500 bis 2000 g bei einem Durchmesser von 15 bis 25 cm. Unter der weißgelben bis grünlichen Oberfläche der Pomelo folgt eine etwa fingerdicke weiße, schwammige Schicht. Die Mittelachse der Frucht ist hohl. Die Frucht ist in Segmente unterteilt, die jeweils von einer festen Haut umgeben sind. Diese Haut ist bitter schmeckend und wird deshalb vor dem Verzehr vom Fruchtfleisch abgezogen. Das Fruchtfleisch ist hellgelb bis rosafarben, von fester Konsistenz und hat einen schwach säuerlich-süßlichen, manchmal auch leicht bitteren, erfrischenden Geschmack.
Eine besondere Eigenschaft von Pomelos ist, dass die Frucht Stürze aus bis zu 15 m Höhe unbeschadet überstehen kann. Diese Eigenschaft wurde bionisch genutzt, um neue Fahrradhelme zu entwickeln.

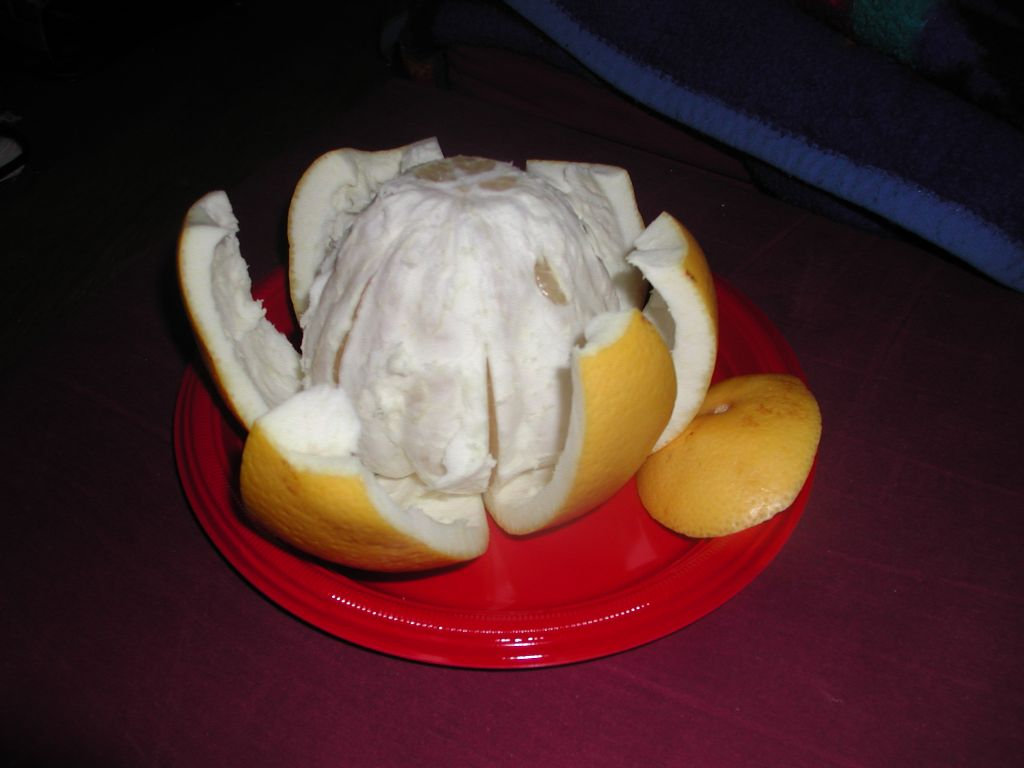
Halb geschälte Pomelo
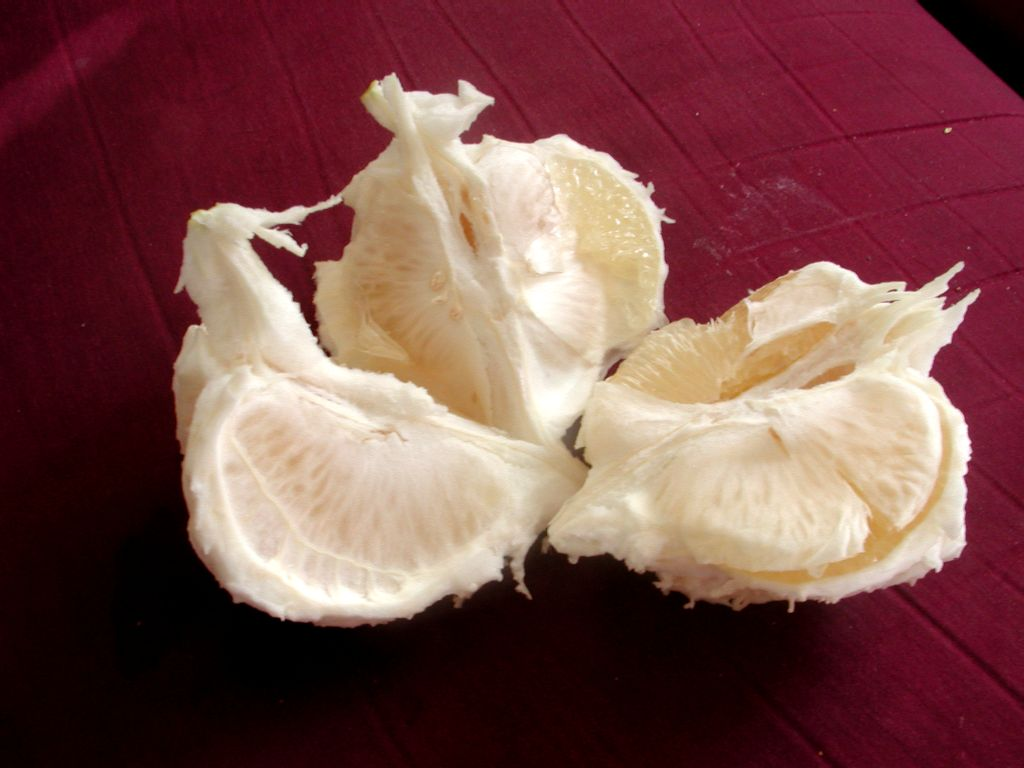
Pomelo-Segmente mit Zwischenwänden („Haut“)
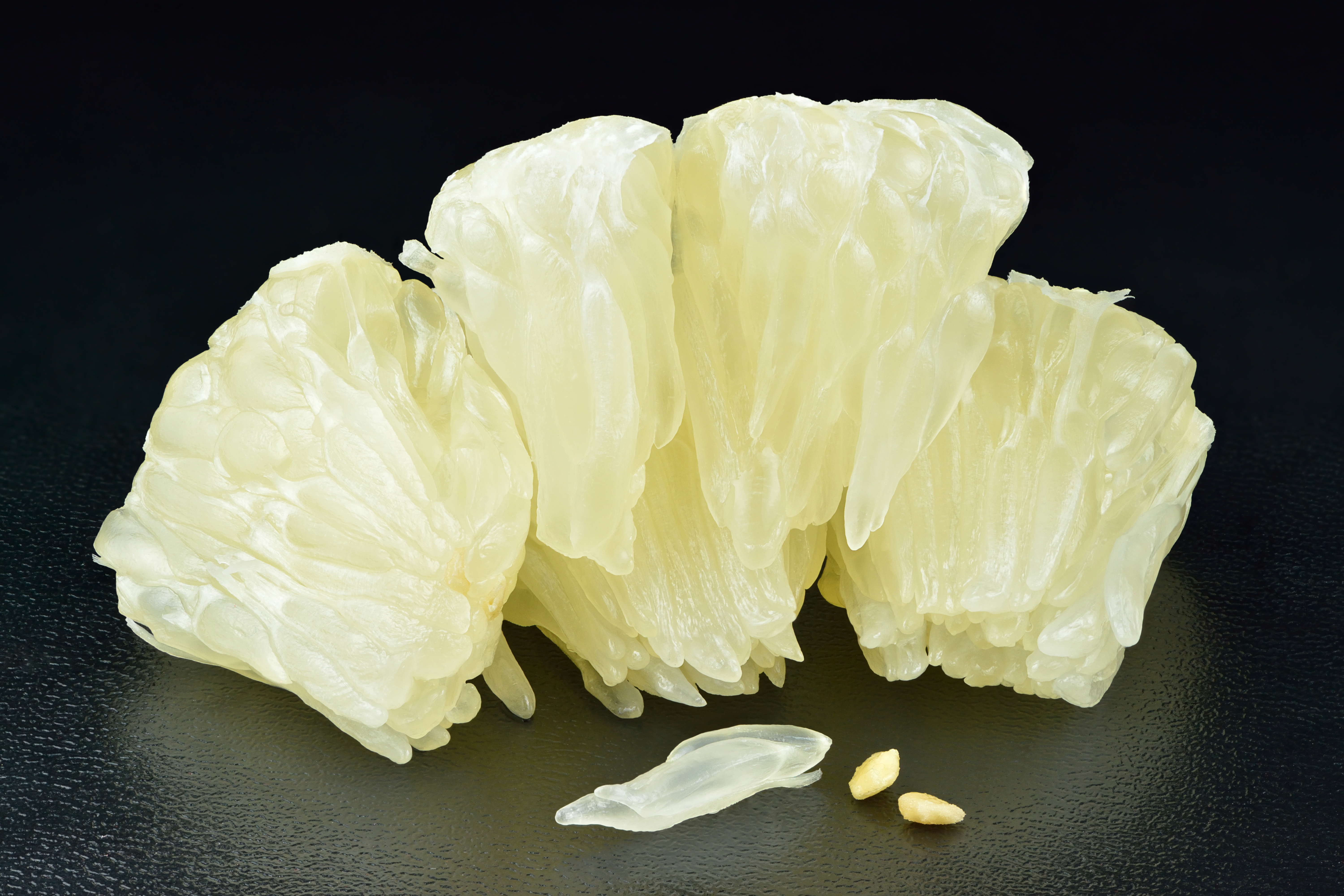
Das von der Haut befreite Fruchtfleisch

## Verpackung der Früchte im Handel
Insbesondere für den Seehandel werden Pomelo-Früchte nach der Ernte oft individuell in Schrumpffolie eingeschweißt. Das dient dazu, die Austrocknung und Schrumpfung der Frucht zu reduzieren, die Schale auf dem Transportweg vor Beschädigung und Verschmutzung zu schützen, und es sorgt durch Glanz für ein käufergefälliges Äußeres der Frucht. Zusätzlich zur Schrumpffolienverpackung werden sie oft einzeln in Plastiknetzen mit Henkeln vertrieben. Als eine weitere Verkaufsform sind geschälte Früchte in Schrumpffolie eingeschweißt, um dem Käufer die Arbeit des Schälens und die Entsorgung der voluminösen Schale zu ersparen.

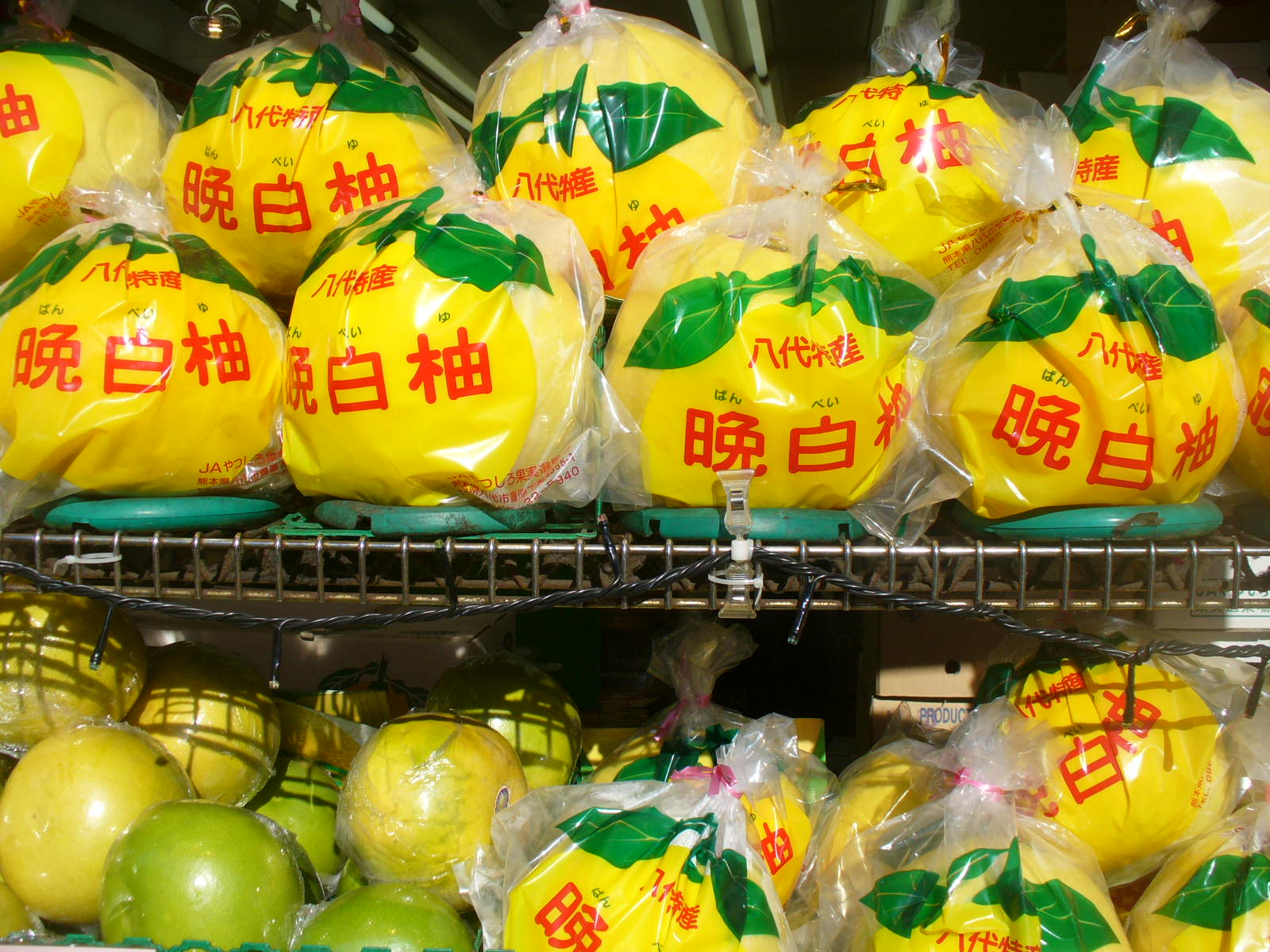
Pomelos in Schrumpffolie (links unten) und in Plastiktüten
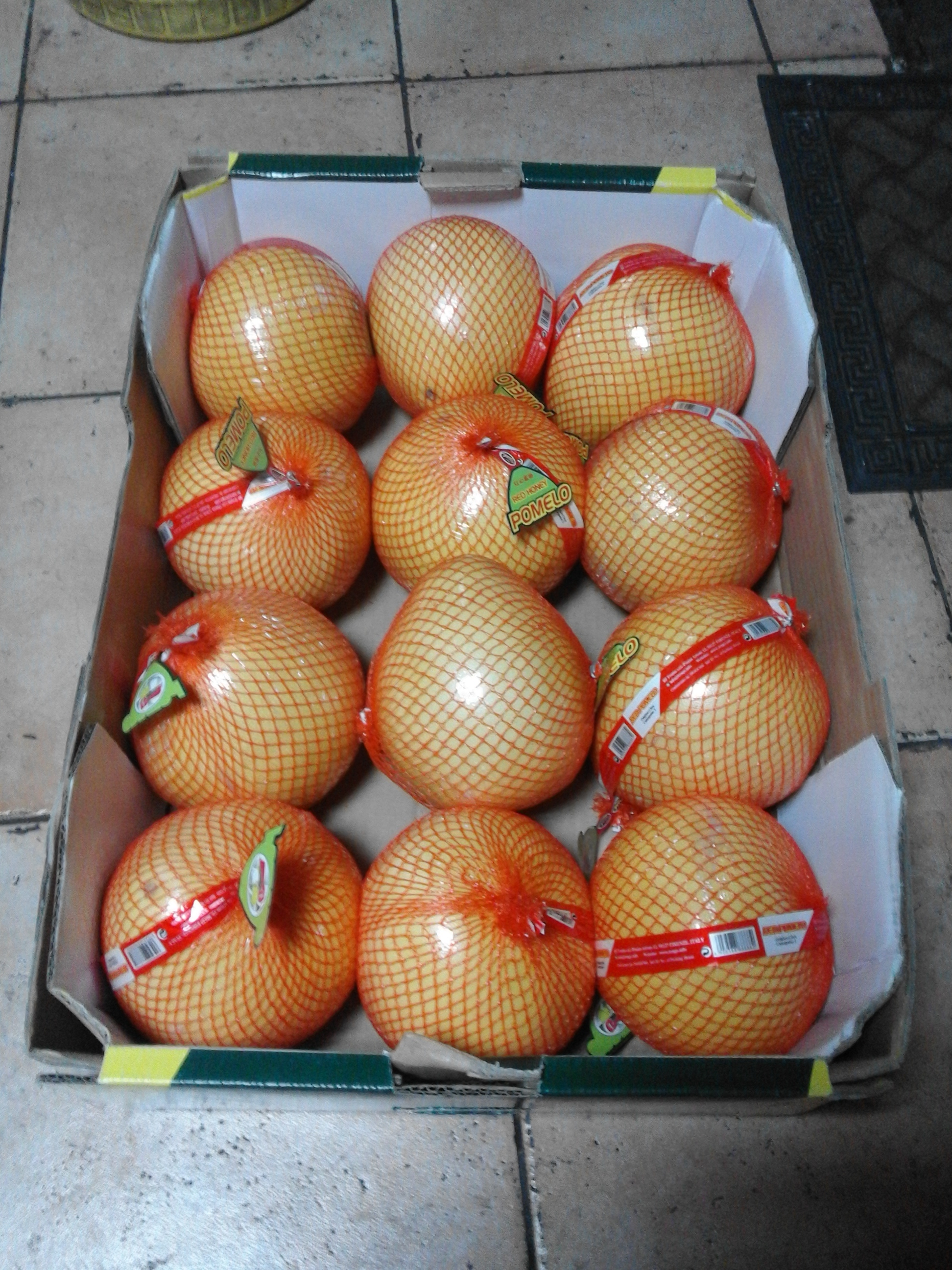
Pomelos in Schrumpffolie und Netzen
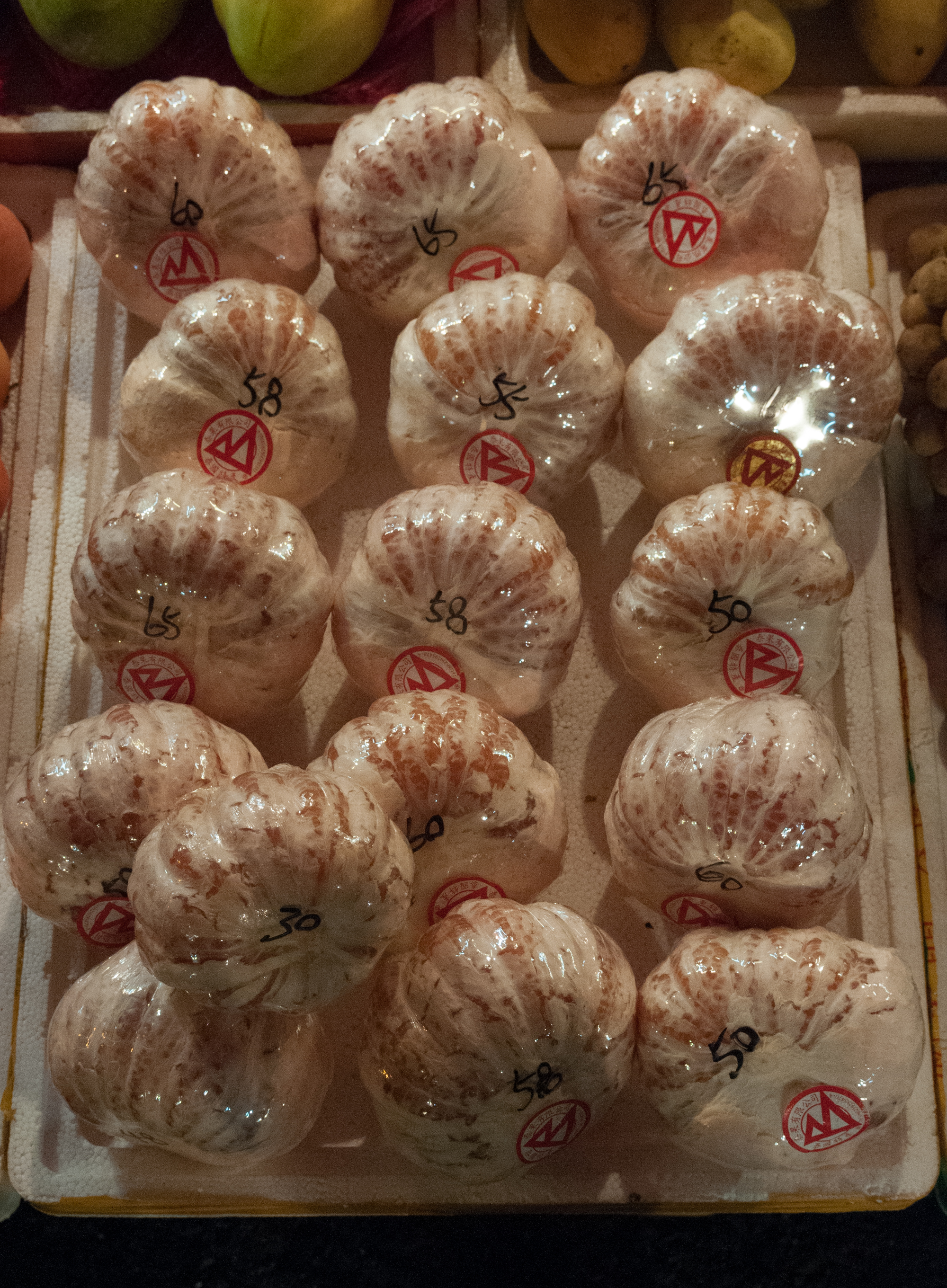
Geschälte, eingeschweißte Pomelos

## Verwendung
Pomelos werden roh als Obst verzehrt. Sie können auch zu Fruchtsaft, Chutneys oder Fruchtaufstrichen verarbeitet werden. Die Schale kann zum Würzen verwendet oder kandiert werden, wenn sie von unbehandelten Früchten stammt.

## Inhaltsstoffe
Das Fruchtfleisch der Pomelo hat einen physiologischen Brennwert von 105 bis 210 kJ/100 g (25–50 kcal/100 g) und enthält 0,5 g Fett, 0,5 g Eiweiß, 1 g Ballaststoffe sowie 41 mg Vitamin C pro 100 g.
Wie die Grapefruit enthalten Pomelos Naringin, das Wechselwirkungen mit Medikamenten eingehen kann.
Im Jahr 2009 wurden vom Lebensmittelinstitut Oldenburg des LAVES 25 Proben Pomelo auf Pflanzenschutzmittelrückstände untersucht. Die Herkunftsländer waren China (zwanzig Proben) und Israel (zwei Proben). Von drei Proben war die Herkunft unbekannt. In allen Proben fanden sich Rückstande von Pflanzenschutzmitteln. Es wurden insgesamt 24 unterschiedliche Pflanzenschutzmittel nachgewiesen, wie das Insektizid Chlorpyrifos von der Firma Dow Chemical Co., das in 21 Proben enthalten war. Allerdings wurden dabei die Pomelos aufgrund rechtlicher Vorschriften mitsamt ihrer dicken Schale untersucht. Ob und wie viel Rückstände im Fruchtfleisch enthalten sind oder ob sich etwa die Rückstände bei üblicher Handhabung von der Frucht lösen, ließ diese Untersuchung offen.
Eine Untersuchung des NDR fand hingegen im Jahr 2014 keine bedenklichen Rückstände von Pestiziden in den getesteten Früchten aus China.

## Entstehungsgeschichte

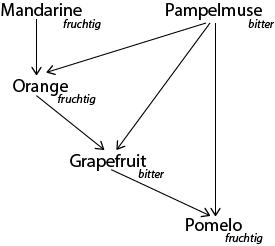
Entstehung der Pomelo durch mehrfache Kreuzung von Mandarine und Pampelmuse

Pomelos wurden mehrmals in verschiedenen Regionen unabhängig voneinander gezüchtet. So entstand zum Beispiel um 1970 in Israel durch erneutes Kreuzen von Pampelmuse und Grapefruit eine Frucht, die Pomelo genannt wurde und die in Deutschland erstmals 1974 erhältlich war. Diese wurde in Israel und Südafrika angebaut. Später kamen, hiervon unabhängig, auch Früchte aus Südostasien und China unter dem Namen „Pomelo“ oder „Honey Pomelo“ auf den deutschen Markt.
Die Pomelo entstand durch die mehrfache Kreuzung von Mandarine und Pampelmuse. Die Orange – und zwar sowohl Süß- wie Bitterorange (Citrus × sinensis/Citrus × aurantium) – ist ein Resultat der ersten Kreuzung von Mandarine (Citrus reticulata) und Pampelmuse (Citrus maxima). Durch erneute Kreuzungen entstanden erst die Grapefruit (Citrus paradisi) und schließlich die Pomelo. Während sich in der Grapefruit der bittere Geschmack der Pampelmuse durchgesetzt hat, schmecken Orange und Pomelo eher fruchtig.